# ハンガリー国立銀行
ハンガリー国立銀行（ハンガリーこくりつぎんこう、ハンガリー語: Magyar Nemzeti Bank）はハンガリーの中央銀行。ペレストロイカまでは典型的なモノバンクであり、商業銀行と為替銀行を兼ねた。
通貨フォリントを発行し、通貨量の調整、中央銀行の基準金利の設定、公式の為替レートの発表、為替レートに影響を与える外国通貨と金の準備の管理といった業務を担い、ハンガリーの金融政策を統制している。
ハンガリー国立銀行の主たる目的は物価の安定であるが、中期のインフレターゲットを3％前後に設定している。この設定率はヨーロッパの一般的なインフレターゲットよりも若干高いものとなっており、これはハンガリーがほかのヨーロッパ諸国の物価水準に並ぶための措置とされている。
総裁は任期が6年で、首相の提案を受けて大統領が任命する。ハンガリー国立銀行の最高意思決定機関は金融理事会である。本店の建物はブダペスト中心部のホルド通りにあり、隣にはアメリカ合衆国大使館が設置されている。
ハンガリー国立銀行の設置根拠となる中央銀行法によれば、ハンガリー国立銀行の主たる目的は物価安定の維持であるとされている。またその目的に反しない限りで自由に金融政策を実施して政府の経済政策を支えることができる。
ハンガリーは2010年のユーロ導入を計画していたが、2024年現在それは実現していない。